# Daniel of St. Thomas Jenifer

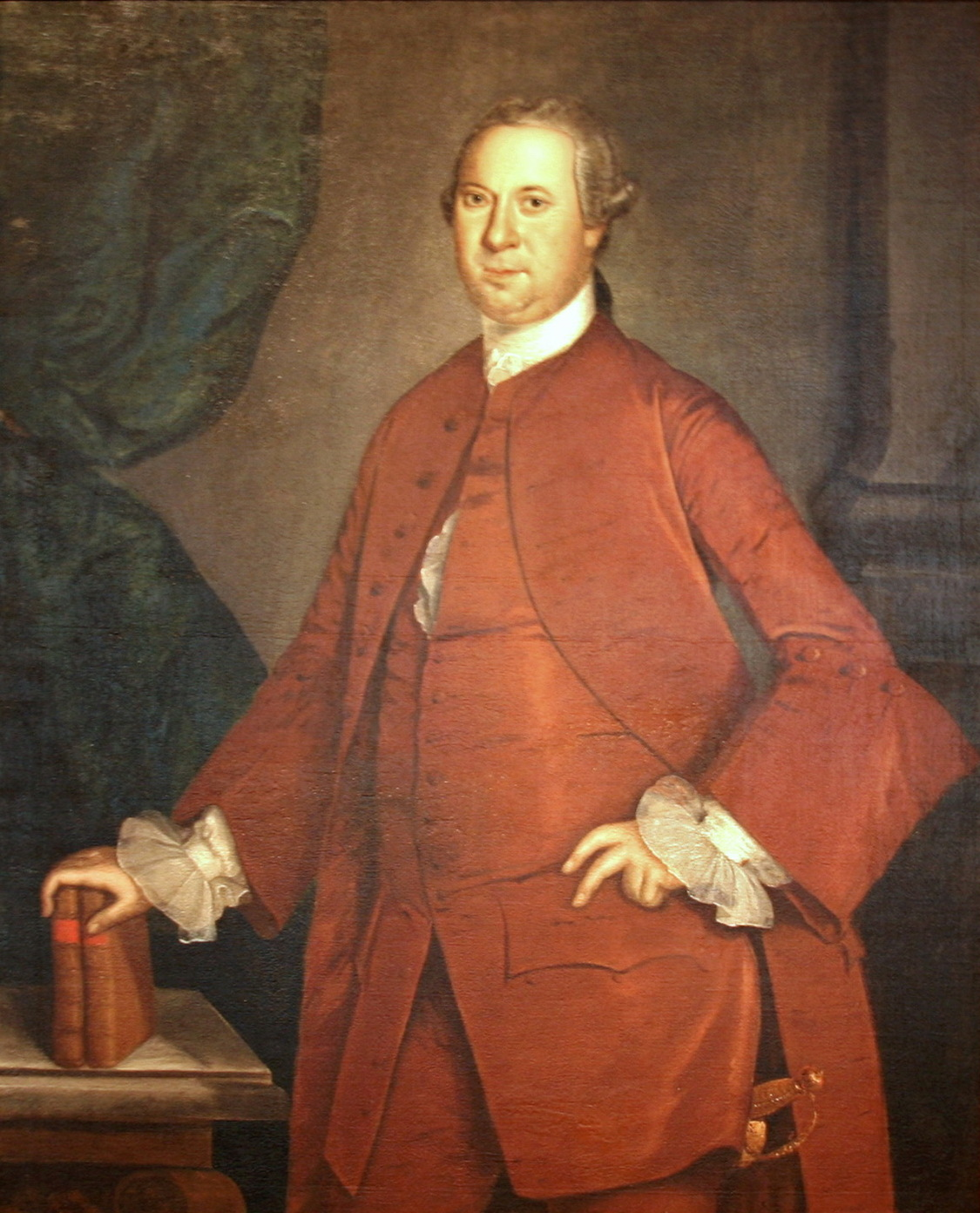
Daniel of St. Thomas Jenifer

Daniel of St. Thomas Jenifer (* 1723 im Charles County, Province of Maryland; † 16. November 1790 in Annapolis, Maryland) war ein US-amerikanischer Politiker. Zwischen 1779 und 1781 war er Delegierter für Maryland im Kontinentalkongress.

## Werdegang
Daniel of St. Thomas Jenifer war der Sohn eines Pflanzers. Später wurde er selbst ein reicher Plantagenbesitzer in Maryland. Vor der Revolution bekleidete er verschiedene Ämter in der Kolonialverwaltung. So gehörte er unter anderem dem Beraterstab des königlichen Gouverneurs an und war Mitglied der kolonialen Legislative. In den 1770er Jahren schloss er sich der Unabhängigkeitsbewegung an. Zwischen 1775 und 1777 war er Mitglied und Präsident des Sicherheitsausschusses seines Staates; von 1777 bis 1780 war er Mitglied und ebenfalls Präsident des Senats von Maryland. Zudem vertrat er in den Jahren 1779 bis 1781 seinen Staat im Kontinentalkongress.
Jenifer nahm auch als Delegierter an der Philadelphia Convention teil, bei der die Verfassung der Vereinigten Staaten ausgearbeitet wurde. Am 17. September 1787 gehörte er zu den Unterzeichnern dieses Dokuments. In den Jahren 1782 und 1785 kandidierte er jeweils erfolglos für das Amt des Gouverneurs von Maryland. 1785 vertrat er Maryland in der Mount Vernon Conference. Danach zog er sich auf seine Plantage zurück. Er starb am 16. November 1790 in Annapolis. Sein Neffe Daniel Jenifer (1791–1855) wurde Abgeordneter im Repräsentantenhaus der Vereinigten Staaten.